# Trio (album String Connection)
Trio – album zespołu String Connection wydany w 1984 roku nakładem wytwórni Polton.

## Lista utworów
źródło:.
Strona 1
1. „Body Animation” (K. Dębski) – 6:40
2. „Paysage ala Balthus” (K. Dębski) – 4:33
3. „Kilometers” (K. Ścierański) – 7:48

Strona 2
1. „Folk Trio” (K. Dębski) – 6:19
2. „Engine” (K. Ścierański) – 7:44
3. „Country Funk” (K. Dębski, K. Ścierański, K. Przybyłowicz) – 5:47

## Twórcy
źródło:.
- Krzysztof Ścierański – gitara basowa
- Krzesimir Dębski – skrzypce
- Krzysztof Przybyłowicz – perkusja

Personel
- Andrzej Pągowski – projekt graficzny
- Zenon Woliński – realizacja  (1, 4, 5)
- Piotr Szczepański – realizacja (1, 4, 5)
- Rafał Paczkowski – realizacja (2, 3, 6)
- Tadeusz Makowski – redaktor